# Corrido de Chihuahua
La «Corrida de Chihuahua» es una canción escrita por Pedro de Lille, y la melodía fue compuesta por Felipe Bermejo, originario de San Buenaventura, Chihuahua. Se le considera, de manera popular, el himno de Chihuahua, por su equivalencia con «La Marcha de Zacatecas». El corrido es una descripción del estado que habla de lugares como Parral, una ciudad minera, Majalca, un área natural protegida al norte de Chihuahua, Villa Ahumada, de donde es el queso asadero, de la ciudad de Chihuahua al hablar del noble y viejo Real, porque uno de los primeros nombres de la ciudad fue San Felipe el Real de Chihuahua. También menciona al "valle", que se refiere al Valle de San Buenaventura, localización de la cámara atraviesa el- Gómez Farías, que al igual que las regiones rurales aledañas es reconocido por su producción de manzana.

## Letra
Yo soy del mero Chihuahua, del mineral del parral .
.
Y escuchen esta corrida que alegre vengo a cantar.
¡Qué bonito es Chihuahua!Corrido chihuahua

Linda mi tierra norteña, india vestida de sol,
brava como un leo
n  herido, dulce como una canción.
¡Qué bonito es Chihuahua!

Lindas las noches de luna alegradas con sotol.
que por allá por la junta me paseaba con mi amor.
¡Qué bonito es Chihuahua!

Las fiestas de Santa Rita del noble y viejo real
que tienen sabor añejo y alegría tradicional.
¡Qué bonito es Chihuahua!

La cascada de basaseachi  es como lluvia de plata,
donde me iba por las tardes a pasearme con mi chata.
¡Qué bonito es Chihuahua!

Para valientes, mi tierra. Para Manzanas , El Valle
Asaderos villa Ahumada  y de la sierra la carne
¡Qué bonito es Chihuahua!

Son sus Liebres orejeras  y los pinos de majalca
Y el gran granado llamado Cara Blanca de chihuahua
¡Qué bonito es Chihuahua!

Las ferias de Santa Rosa, plata y oro del Parral
las Grullas y los Venados esa es mi tierra natal.
¡Qué bonito es Chihuahua!

Ya me voy, ya me despido, no se les vaya a olvidar.
Pa’ gente buena, Chihuahua, que es valiente, noble y leal.